# Stephan A. Sieber

Stephan A. Sieber (2020)

Stephan A. Sieber (* 1976 in Marburg) ist ein deutscher Chemiker und Hochschullehrer.

## Leben
Sieber studierte von 1996 bis 2001 Chemie an der Philipps-Universität in Marburg. In seiner Doktorarbeit, die er in Marburg bei Mohamed Marahiel und an der Harvard Medical School in Boston, USA, unter Anleitung von Christopher T. Walsh durchführte, erforschte er eine kombinierte chemische und enzymatische Synthese neuer bioaktiver Peptide. Nach seiner Promotion wechselte Sieber von 2004 bis 2006 in das Labor von Benjamin F. Cravatt am Scripps Research Institute in San Diego, um dort als Post-Doc auf dem Gebiet der chemischen Proteomik zu forschen. Zurück in Deutschland baute er an der Universität München (LMU) unter Thomas Carell eine Emmy-Noether-Gruppe auf, deren Ziel es ist, neue Strategien gegen multiresistente Bakterien zu finden. Durch die Untersuchung von Beta-Lactonen auf Naturstoffbasis gelang es ihm, neue Substanzklassen für diesen Zweck zu finden. 2009 wurde er auf den Lehrstuhl für Organische Chemie II an der Technischen Universität München (TUM) berufen. Von 2018 bis 2021 war er Dekan des Fachbereichs Chemie und ist seit 2020 akademischer Direktor des TUM-Venture-Labs ChemSpace. Er ist Mitbegründer der smartbax GmbH mit dem Ziel, neuartige Antibiotika zu entwickeln.

## Werk
Sieber erforscht neuartige Wirkmechanismen von Antibiotika, um der wachsenden Bedrohung durch multiresistente Bakterien zu begegnen. Seine Arbeit konzentriert sich auf die Entschärfung der bakteriellen Pathogenität und die Suche nach neuen zellulären Zielen. So wurden durch die Entwicklung von Molekülen, die den zentralen Virulenzregulator ClpXP ausschalten, nicht nur Pathogenitätsblocker als neue Arzneimittelkandidaten entdeckt, sondern auch Einblicke in den Protease-Mechanismus und die strukturelle Zusammensetzung gewonnen. Ein weiterer Schwerpunkt ist die Entwicklung von Methoden zur Erforschung neuer zellulärer Angriffsziele. Zu diesem Zweck führte er eine proteomische Methode ein, die den Nachweis und die funktionelle Charakterisierung von kofaktorabhängigen Enzymen ermöglicht. Darüber hinaus untersucht er vernachlässigte Naturstoffe, Signalmoleküle und bestehende Arzneimittel, um neue antibiotische Wirkungsweisen zu entschlüsseln. Diese Studien bildeten die Grundlage für die Entwicklung eines potenten Antibiotikums mit einem dualen Wirkmechanismus. Die patentierte Arbeit befindet sich in der präklinischen Entwicklungsphase. Mit der universitären Ausgründung „AVIRU“, dem Projekt „aBACTER“ und der Gründung der smartbax GmbH hat Sieber die praktische Umsetzung seiner Forschung im Blick.

## Auszeichnungen
- 2024 Inhoffen-Medaille
- 2023 Max-Bergmann-Medaille
- 2020 Merck Future Insight Preis
- 2020 Klaus-Grohe-Preis
- 2016 ERC Consolidator Grant
- 2016 Heinz-Maier-Leibnitz-Medaille
- 2016 Klung-Wilhelmy-Wissenschafts-Preis
- 2016 Gewähltes Mitglied der Bayerischen Akademie der Wissenschaften
- 2016/2017 Novartis Chemistry Lectureship
- 2011 ERC Starting Grant
- 2009 Arnold-Sommerfeld-Preis der Bayerischen Akademie der Wissenschaften
- 2008 Innovationspreis der BioRegionen Deutschlands
- 2008 Thieme Journal Award
- 2006 Römerpreis
- 2006 DFG Emmy Noether Award Phase II für eine unabhängige Forschungskarriere
- 2004 Friedrich-Weygand-Preis des Max Bergmann Kreises

## Publikationen
- Böttcher, T. and S.A. Sieber, Beta-lactones as specific inhibitors of ClpP attenuate the production of extracellular virulence factors of Staphylococcus aureus. J Am Chem Soc, 2008. 130(44): p. 14400-1.
- Hackl, M.W. et al., Phenyl Esters Are Potent Inhibitors of Caseinolytic Protease P and Reveal a Stereogenic Switch for Deoligomerization. J Am Chem Soc, 2015. 137(26): p. 8475-83.
- Fetzer, C. et al., A Chemical Disruptor of the ClpX Chaperone Complex Attenuates the Virulence of Multidrug-Resistant Staphylococcus aureus. Angew Chem Int Ed Engl, 2017. 56(49): p. 15746-15750.
- Gersch, M. et al., The mechanism of caseinolytic protease (ClpP) inhibition. Angew Chem Int Ed Engl, 2013. 52(10): p. 3009-14.
- Gersch, M. et al., AAA+ chaperones and acyldepsipeptides activate the ClpP protease via conformational control. Nat Commun, 2015. 6: p. 6320.
- Dahmen, M. et al., Structure and mechanism of the caseinolytic protease ClpP1/2 heterocomplex from Listeria monocytogenes. Angew Chem Int Ed Engl, 2015. 54(12): p. 3598-602.
- Zeiler, E. et al., Structural and functional insights into caseinolytic proteases reveal an unprecedented regulation principle of their catalytic triad. Proc Natl Acad Sci U S A, 2013. 110(28): p. 11302-7.
- Geiger, S.R. et al., A conformational switch underlies ClpP protease function. Angew Chem Int Ed Engl, 2011. 50(25): p. 5749-52.
- Gatsogiannis, C. et al., Cryo-EM structure of the ClpXP protein degradation machinery. Nat Struct Mol Biol, 2019. 26(10): p. 946-954.
- Hoegl, A. et al., Mining the cellular inventory of pyridoxal phosphate-dependent enzymes with functionalized cofactor mimics. Nat Chem, 2018. 10(12): p. 1234-1245.
- Kielkowski, P. et al., FICD activity and AMPylation remodelling modulate human neurogenesis. Nat Commun, 2020. 11(1): p. 517.
- Rauh, T. et al., MS-Based in Situ Proteomics Reveals AMPylation of Host Proteins during Bacterial Infection. ACS Infect Dis, 2020. 6(12): p. 3277-3289.
- Fux, A. and S.A. Sieber, Biochemical and Proteomic Studies of Human Pyridoxal 5'-Phosphate-Binding Protein (PLPBP). ACS Chem Biol, 2020. 15(1): p. 254-261.
- Mandl, F.A. et al., Natural-Product-Inspired Aminoepoxybenzoquinones Kill Members of the Gram-Negative Pathogen Salmonella by Attenuating Cellular Stress Response. Angew Chem Int Ed Engl, 2016. 55(47): p. 14852-14857.
- Hübner, I. et al., Broad Spectrum Antibiotic Xanthocillin X Effectively Kills Acinetobacter baumannii via Dysregulation of Heme Biosynthesis. ACS Cent Sci, 2021. 7(3): p. 488-498.
- Zhao, W. et al., Fimbrolide Natural Products Disrupt Bioluminescence of Vibrio By Targeting Autoinducer Biosynthesis and Luciferase Activity. Angew Chem Int Ed Engl, 2016. 55(3): p. 1187-91.
- Wright, M.H., C. Fetzer, and S.A. Sieber, Chemical Probes Unravel an Antimicrobial Defense Response Triggered by Binding of the Human Opioid Dynorphin to a Bacterial Sensor Kinase. J Am Chem Soc, 2017. 139(17): p. 6152-6159.
- Le, P. et al., Repurposing human kinase inhibitors to create an antibiotic active against drug-resistant Staphylococcus aureus, persisters and biofilms. Nat Chem, 2020. 12(2): p. 145-158.

| Personendaten    | Personendaten                          |
| ---------------- | -------------------------------------- |
| NAME             | Sieber, Stephan A.                     |
| KURZBESCHREIBUNG | deutscher Chemiker und Hochschullehrer |
| GEBURTSDATUM     | 1976                                   |
| GEBURTSORT       | Marburg                                |